# 德塞夫勒省
德塞夫勒省（法語發音：[dø sɛvʁ] ⓘ）是法國新阿基坦大区所轄的省份。該省編號為79。省会为尼奥尔。
省名的意思是「双塞夫爾」，指的是兩條名為塞夫爾（Sèvre）的河流：南特塞夫尔河（Sèvre Nantaise）和尼奥尔塞夫尔河（Sèvre Niortaise）。兩條河皆發源於本省。

## 歷史
德塞夫勒省是於法國大革命爆發後，於1790年3月4日所創立，為83個最初创立的省份之一。